# Gilbert Bodinier
Gilbert Bodinier est un historien militaire né le 15 juin 1941 à Saint-Jean-sur-Mayenne.

## Biographie
Diplômé de l'École spéciale militaire de Saint-Cyr (promotion Camerone 1962-1964), il intègre par la suite le 13e bataillon de chasseurs alpins basé à Chambéry.
Promu au grade de capitaine, il est affecté au service historique de l'Armée de terre (SHAT) en 1975, chargé des rédiger des inventaires des archives pour la période 1919-1940 et celle de la guerre d'Indochine. Après avoir passé dix ans à la section études, il occupe, pendant sept ans, la fonction de responsable de la division communication des archives.
Il soutient en 1982 une thèse d'histoire de 3e cycle, sous la direction du professeur André Corvisier sur Les officiers de l'armée royale combattants de la guerre d'Indépendance des Etats-Unis. De Yorktown à l'an II, qui sera publiée en 1983 par le SHAT. Cette thèse sera complétée par un Dictionnaire des officiers de l'armée royale qui ont combattu aux Etats-Unis pendant la guerre d'Indépendance (1776-1783). L'ouvrage deviendra une source de référence concernant cette période, en particulier au sein de l'association des Fils de la révolution américaine. Il sera réédité à plusieurs reprises, augmenté et corrigé jusqu'en 2010 par l'éditeur Mémoire et Documents.
Devenu commandant, Gilbert Bodinier travaille, entre 1987 et 1989, à la rédaction de deux études sur la guerre d'Indochine : Le retour de la France en Indochine 1945-1954. Textes et documents, et Indochine 1947. Règlement politique ou solution militaire. Les travaux de cette dernière publication, qui devait couvrir l'ensemble de la guerre d'Indochine, furent interrompus en 1989 par le chef du service historique d'alors, le colonel Paul Gaujac.
En parallèle, Gilbert Bodinier collabore en 1987 à l'Histoire de l'officier français des origines à nos jours, ouvrage dirigé par Claude Croubois qui fut longtemps l'ouvrage de référence dans la formation des officiers français, puis en 1988 il participe au Dictionnaire d'Art et d'Histoire militaires coordonné par le professeur André Corvisier, ainsi qu'au Dictionnaire du Grand Siècle de François Bluche en 1990. En 1992, il contribue à la publication de l′Histoire militaire de la France dirigée par le professeur André Corvisier, sous la direction du général Jean Delmas. Entre 1992 et 2002, il se consacre à la rédaction de notices sur les officiers des colonies d'Amérique à la fin de l'Ancien Régime pour les Cahiers du Centre de généalogie et d'histoire des Iles d'Amérique. En 2003, il publie en collaboration avec le journaliste Yves Calvi les Souvenirs historiques du capitaine Krettly, réédition d'une biographie romancée d'un des aïeux du journaliste qui avait paru en 1839.
En 2006, il prend sa retraite de l'Armée de terre au grade de lieutenant-colonel, ce qui lui permet d'approfondir le recensement bibliographique des officiers français des XVIIe et XVIIIe siècles. Cette même année, il publie ainsi Les gardes du corps de Louis XVI. Étude institutionnelle, sociale et politique, accompagné d'un dictionnaire biographique préfacé par Jean Chagniot, Il collabore ensuite, en 2007, à l'ouvrage sur Les ministres de la guerre 1570-1792 dirigé par Thierry Sarmant et publié par les éditions Belin.
Entre 2009 et 2017, Gilbert Bodinier se consacre à la rédaction d'un Dictionnaire des officiers généraux de l'armée royale (1762-1792) en quatre tomes. En 2014, il fait paraître une étude sur Les officiers du Consulat et de l'Empire préfacée par Jacques Garnier.
En 2020, il prolonge le travail entamé avec la publication d'un nouveau Dictionnaire des officiers généraux de l'armée royale (1688-1762) en quatre tomes également, dont le dernier est paru fin 2023 aux éditions Archives et Culture.

### Ouvrages
- Dictionnaire des officiers de l'armée royale qui ont combattu aux États-Unis pendant la guerre d'Indépendance (1776-1783), Service Historique de l'Armée de Terre, 1982.

- Les officiers de l'armée royale combattants de la guerre d'Indépendance des États-Unis. De Yorktown à l'an II, Service Historique de l'Armée de Terre, 1983[12].
- Le Retour de la France en Indochine, tome 1 : Texte et Documents, 1945-1946, Service Historique de l'Armée de Terre, 1987.
- Indochine 1947. Règlement politique ou solution militaire, Service Historique de l'Armée de Terre, 1989.
- Les gardes du corps de Louis XVI. Etude institutionnelle,sociale et politique, accompagné d'un dictionnaire biographique, Mémoire et Document, 2005.
- Dictionnaire des officiers généraux de l'armée royale 1763-1792, Archives & Culture, Tome 1, A-C, 2009 ; Tome 2, D-K, 2012 ; Tome 3, L-O, 2014 ; Tome 4, P-Z, 2017.
- Les officiers du Consulat et de l'Empire, éditions Soteca, 2014.
- Dictionnaire des officiers généraux de l'armée royale (1688-1762), Archives & Culture, Tome 1, A-C, 2020 ; Tome 2, D-K, 2021 ; Tome 3, L-O, 2022 ; Tome 4, P-Z, 2023.